# Heartache Tonight
Singles de Eagles
Please Come Home for Christmas
(1978) The Long Run
(1979)
Heartache Tonight est une chanson écrite et composée par Don Henley, Glenn Frey, Bob Seger et J.D. Souther (en), interprétée par le groupe de rock américain Eagles. Sortie en single le 18 septembre 1979, elle est extraite de l'album The Long Run.
Elle se classe en tête du Billboard Hot 100. C'est la cinquième, et la dernière fois, qu'une chanson du groupe atteint le sommet de ce classement. Elle se classe également no 1 au Canada.

## Composition du groupe
- Glenn Frey: chant, guitare rythmique
- Don Felder: guitare rythmique
- Joe Walsh: slide guitar
- Timothy B. Schmit: basse, chœurs
- Don Henley: batterie, chœurs

Musicien additionnel
- Bob Seger : chœurs

## Distinctions
Heartache Tonight reçoit le Grammy Award de la meilleure prestation vocale rock par un groupe ou un duo en 1980.

## Classements et certifications
| Classement (1979)                      | Meilleure position |
| -------------------------------------- | ------------------ |
| Australie (Kent Music Report)          | 13                 |
| Belgique (Flandre Ultratop 50 Singles) | 22                 |
| Canada (RPM 100 Singles)               | 1                  |
| États-Unis (Billboard Hot 100)         | 1                  |
| Irlande (IRMA)                         | 10                 |
| Nouvelle-Zélande (RMNZ)                | 7                  |
| Pays-Bas (Nederlandse Top 40)          | 16                 |
| Pays-Bas (Single Top 100)              | 20                 |
| Royaume-Uni (UK Singles Chart)         | 40                 |
| Suisse (Schweizer Hitparade)           | 10                 |

| Pays              | Certification | Unités certifiées |
| ----------------- | ------------- | ----------------- |
| États-Unis (RIAA) | Or            | 1 000 000         |

## Reprises
La chanson a été reprise par Conway Twitty, J.D. Souther (qui est l'un des auteurs-compositeurs) ainsi que par Michael Bublé sur son album Crazy Love, en outre, Glenn Frey l'a interprétée et enregistrée sur scène en solo. 